# Husitský hejtman
Husitský hejtman byl velitel v polním vojsku. Husitská vojska byla dobře organizována a každé z jejich čtyř hlavních složek (bojová vozba, dělostřelectvo, pěchota a jezdectvo) velel samostatný hejtman. Hejtmané společně tvořili velitelský sbor v čele s nejvyšším hejtmanem. Hejtmané byli také vojenští velitelé husitských měst. Po založení Tábora byli do jeho vedení zvoleni čtyři hejtmané: Mikuláš z Husi, Jan Žižka, Chval z Machovic a Zbyněk z Buchova. Zajišťovali obranu města, ale také veleli husitským oddílům při vojenských akcích.
Při společných bojových akcích husitských svazů (táboři, pražané, orebité, později sirotci a svaz žatecko-lounský) měl hlavní velení nejvyšší hejtman, který stál nad hejtmany jednotlivých svazů. Vrchním hejtmanem spojených husitských vojsk býval Jan Žižka. Prokop Holý, ač také působil jako vrchní velitel, nebyl nazýván hejtmanem, byl pouze voleným správcem (a jako kněz také duchovním správcem) husitských vojsk.

## Husitští hejtmané v umění

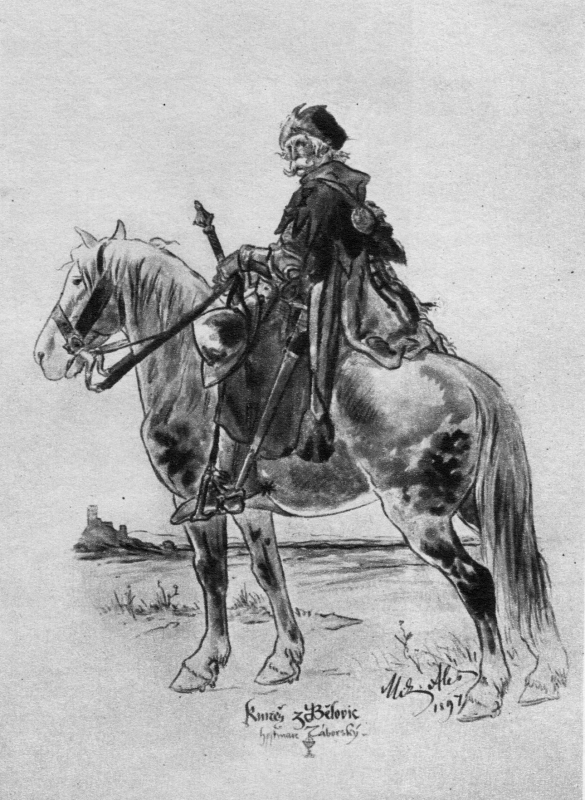
Mikoláš Aleš: Kuneš z Bělovic, nejvyšší hejtman Sirotků (1897)

Husitští hejtmané byli oblíbeným námětem kreseb a obrazů (Husitský tábor, 1877) Mikoláše Alše.
Husitský hejtman Jan Roháč z Dubé je hlavním hrdinou stejnojmenného historického filmu z roku 1947 (hrdinu představoval Otomar Korbelář)

## Významní hejtmané husitských vojsk
Vojenští velitelé z let 1419-1425
- Jan Žižka z Trocnova (táboři, budoucí sirotci)
- Mikuláš z Husi (táboři)
- Jan Roháč z Dubé (táboři, sirotci)
- Hynek Krušina z Lichtenburka (orebité)
- Jan Hvězda z Vícemilic (pražané, táboři, sirotci)
- Bohuslav ze Švamberka (táboři)
- Zikmund Korybutovič (pražané)
- Diviš Bořek z Miletínka (orebité, pražané)
- Jan Smiřický (pražané)

Velitelé polních vojsk z let 1426-34
- Prokop Holý (táboři)
- Jan Čapek ze Sán (sirotci)
- Bedřich ze Strážnice (táboři, sirotci)
- Jakoubek z Vřesovic (žatecko-lounský svaz)
- Jan Pardus z Vratkova (táboři)
- Jan Kolda z Žampachu (táboři)
- Přibík Klenovský z Klenové (táboři)
- Matěj Louda z Chlumčan (táboři)